# Venduruthy
Venduruthy es una pequeña isla en Kochi, India. Ahora es una parte de la isla mayor de Willingdon. La aislada isla es accesible solo desde el canal de Ernakulam. Posee dos edificios de San Pedro y San Pablo, propios de la Iglesia católica, que fueron construidos por los primeros colonos portugueses en el siglo XVI.
En 1925, cuando el difunto marqués de Willingdon fue gobernador de la Provincia de Madras, la cuestión de la recuperación de este humedal pantanoso se presentó en el Parlamento y después de muchos debates acalorados, la recuperación se puso en operación, que duró más de un período de veinte años, y con el tiempo se creó una isla de tamaño medio.